# Spieringtrechterzwam
De spieringtrechterzwam (Clitocybe phaeophthalma) is een schimmel behorend tot het geslacht Clitocybe. Hij leeft saprotroof, op bladeren, soms op naalden, in loof- en naaldbos op voedselrijke zand, leem of klei, ook in kruipwilgstruwelen. De vruchtlichamen verschijnen van september tot november.

## Kenmerken

### Uiterlijke kenmerken
Hoed
De hoed is 4–7 cm breed, afgeplat en in het midden licht umbonaat. De rand is min of meer golvend en heeft, als hij nat is, sterke, doorschijnende groeven. De bruin tot grijsbruin gekleurde hoed heeft soms een gelige tint en verkleurt bij het drogen naar witachtig. Het hygrofane en toch matte oppervlak is overwegend fijn fluweelachtig en niet vettig.
Lamllen
De lamellen zijn eerder grijs dan wit gekleurd, tenminste als ze nat zijn, en lopen kort langs de steel. 
Steel
De gladde, in de lengterichting vezelige steel heeft ongeveer dezelfde kleur als de hoed. Hij is ongeveer 5 cm lang en 0,5 cm breed. De steelvoet is ruig en tomentose. 
Geur en smaak
De paddenstoel ruikt min of meer aards tot ranzig en melig en smaakt bitter. De geur doet sterk denken aan de muffe geur van een kippenhok met een zoete, ranzige component.
Sporenprint
De sporenprint is wit.

### Microscopische kenmerken
De ellipsoïde tot traanvormige sporen zijn kleurloos hyaliene, glad en inamyloïde en meten 5,5-7 x 3-4,5 µm breed. Een bijzonder kenmerk zijn de talrijke gezwollen, intercalaire cellen met lichtbrekende inhoud in de hoedhuid.

## Verspreiding
In Nederland komt de spieringtrechterzwam algemeen voor. Hij staat niet op de rode lijst en is niet bedreigd.